# Beriev Be-200

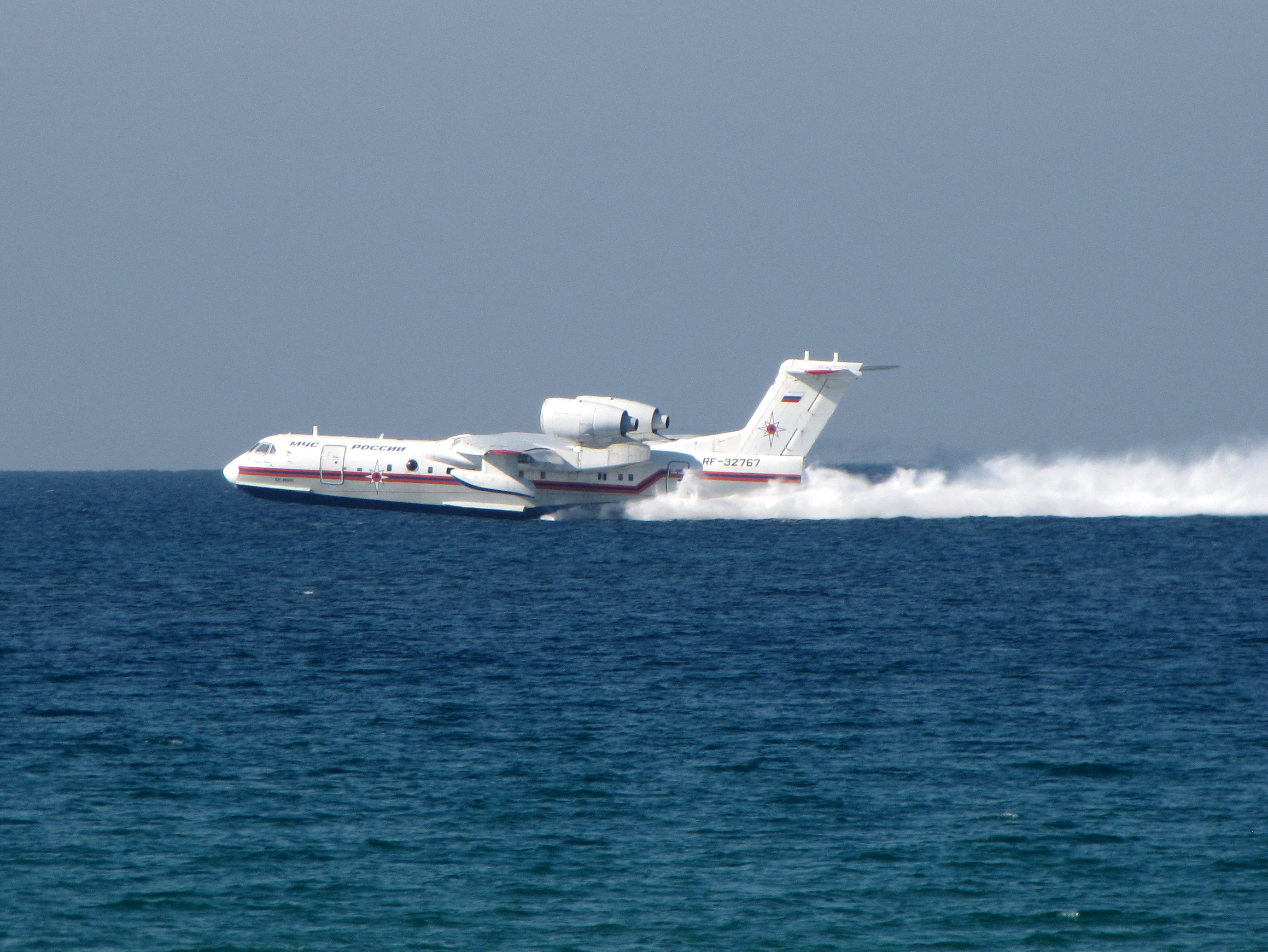
Be-200 tijdens het vullen van de watertanks in de Middellandse Zee in 2010 bij de bestrijding van bosbranden in Israël

De Beriev Be-200 Altair is een door twee turbofans aangedreven amfibievliegtuig, ontworpen door de Russische vliegtuigbouwer Beriev met financiële steun van ILTA Trade Finance uit Genève (Zwitserland). Het was het eerste grote internationale project van Beriev. Het wordt gebouwd door Irkoet, een onderdeel van de Verenigde Vliegtuigbouwcorporatie.

## Beschrijving
De Be-200 is een verkleinde variant van de Be-42/A-40 Albatros. Ze hebben allebei een vleugel met pijlstand, een T-staart en de motoren zijn gemonteerd aan de bovenzijde van de romp, ter hoogte van de achterkant van de vleugels om wateringestie te voorkomen. Het toestel kan opstijgen vanaf zowel water als land.
De voornaamste taak waarvoor de Be-200 is ontworpen is bosbrandbestrijding. Voor deze taak kan de Be-200 twaalf ton water meevoeren in acht tanks onder de cabinevloer. De tanks kunnen in 18 seconden gevuld worden tijdens een scheervlucht over het water. De tanks kunnen snel verwijderd worden om plaats te maken voor vracht. Andere mogelijke taken zijn maritieme patrouille, search and rescue, milieubescherming, of het vervoer van passagiers of vracht. De Be-200 kan 68 passagiers vervoeren of, als ambulancevliegtuig, dertig brancards.
De eerste vlucht vond plaats op 24 september 1998. Het tweede prototype werd afgewerkt als waterbommenwerper en werd aangeduid als Be-200ChS. Deze versie was bedoeld voor het Russische ministerie van Noodsituaties (EMERCOM). Dit toestel vloog voor het eerst op 27 augustus 2002. Het ministerie heeft ten minste zeven toestellen besteld.

## Gebruik
De Be-200 werd voor het eerst ingezet voor de bestrijding van bosbranden in Italië in de zomer van 2004. Ook het volgende jaar werd een Be-200 op Sardinië gestationeerd. In 2006 werd een Be-200 aan Portugal geleased, dat het jaar daarop twee Be-200s leasede. In oktober 2006 bestreden twee Be-200ChS van EMERCOM bosbranden in Indonesië. In 2007 werden ook twee Be-200ChS ingezet bij de bestrijding van de grote bosbranden in Griekenland.
De eerste buitenlandse klant van de Be-200 is de regering van Azerbeidzjan, die in april 2008 een Be-200ChS kocht van Rusland.
Het Russische ministerie van Defensie heeft zes exemplaren van de Be-200 besteld.

## Ongeval
Op 14 augustus 2021 stortte een toestel van dit type neer dat was ingezet bij het blussen van bosbranden in Zuid-Turkije. Hierbij kwamen acht inzittenden om het leven, waarvan vijf Russische militairen, en drie Turkse burgers. 